# Junior Express: En vivo
Junior Express: En vivo es la gira de la serie de televisión de Disney Junior Latinoamérica, Junior Express. La gira empezó el 24 de marzo de 2017 en Buenos Aires, Argentina.

## Elenco
- Argentina Diego Topa como Capitán Topa
- Argentina Diego Topa como Arnoldo
- Argentina Joel Cazeneuve como Rulo Ricardo
- Argentina Brian Cazeneuve como Rulo Rolando
- Argentina Hugo Rodríguez como Carlos
- México Paola Albo como Harmony
- Argentina Berenice Gandullo como Josefina
- Argentina Julio Graham como Francis]]
- Argentina Enzo Ordeig como Natalio

## Presentaciones
| Fecha                    | Ciudad             | País                 | Lugar                                |                                     |  |
| ------------------------ | ------------------ | -------------------- | ------------------------------------ | ----------------------------------- |  |
| América Latina           |                    |                      |                                      |                                     |  |
| 13 de mayo de 2017       | Córdoba            | Argentina            | Orfeo Superdomo                      |                                     |  |
| 14 de mayo de 2017       | Córdoba            | Argentina            | Orfeo Superdomo                      |                                     |  |
| 18 de mayo de 2017       | Santa Fe           | Argentina            | Club Unión de Santa Fe               |                                     |  |
| 20 de mayo de 2017       | Rosario            | Argentina            | Metropolitano                        |                                     |  |
| 21 de mayo de 2017       | Rosario            | Argentina            | Metropolitano                        |                                     |  |
| 25 de mayo de 2017       | San Juan           | Argentina            | Estadio Aldo Cantoni                 |                                     |  |
| 27 de mayo de 2017       | Mendoza            | Argentina            | Arena Sancor Seguros Stadium         |                                     |  |
| 3 de junio de 2017       | Mar del Plata      | Argentina            | Estadio Polideportivo Islas Malvinas |                                     |  |
| 4 de junio de 2017       | Bahía Blanca       | Argentina            | Club Estudiantes de Bahía Blanca     |                                     |  |
| 10 de junio de 2017      | Tucumán            | Argentina            | Teatro Mercedes Sosa                 |                                     |  |
| 11 de junio de 2017      | Salta              | Argentina            | Estadio Delmi                        |                                     |  |
| 24 de junio de 2017      | Buenos Aires       | Argentina            | Teatro Opera                         |                                     |  |
| 1 de julio de 2017       | Buenos Aires       | Argentina            | Teatro Opera                         |                                     |  |
| 2 de julio de 2017       | Buenos Aires       | Argentina            | Teatro Opera                         |                                     |  |
| 8 de julio de 2017       | Buenos Aires       | Argentina            | Teatro Opera                         |                                     |  |
| 9 de julio de 2017       | Buenos Aires       | Argentina            | Teatro Opera                         |                                     |  |
| 12 de julio de 2017      | Buenos Aires       | Argentina            | Teatro Opera                         |                                     |  |
| 13 de julio de 2017      | Buenos Aires       | Argentina            | Teatro Opera                         |                                     |  |
| 14 de julio de 2017      | Buenos Aires       | Argentina            | Teatro Opera                         |                                     |  |
| 15 de julio de 2017      | Buenos Aires       | Argentina            | Teatro Opera                         |                                     |  |
| 16 de julio de 2017      | Buenos Aires       | Argentina            | Teatro Opera                         |                                     |  |
| 18 de julio de 2017      | Buenos Aires       | Argentina            | Teatro Opera                         |                                     |  |
| 19 de julio de 2017      | Buenos Aires       | Argentina            | Teatro Opera                         |                                     |  |
| 20 de julio de 2017      | Buenos Aires       | Argentina            | Teatro Opera                         |                                     |  |
| 21 de julio de 2017      | Buenos Aires       | Argentina            | Teatro Opera                         |                                     |  |
| 22 de julio de 2017      | Buenos Aires       | Argentina            | Teatro Opera                         |                                     |  |
| 23 de julio de 2017      | Buenos Aires       | Argentina            | Teatro Opera                         |                                     |  |
| 25 de julio de 2017      | Buenos Aires       | Argentina            | Teatro Opera                         |                                     |  |
| 26 de julio de 2017      | Buenos Aires       | Argentina            | Teatro Opera                         |                                     |  |
| 27 de julio de 2017      | Buenos Aires       | Argentina            | Teatro Opera                         |                                     |  |
| 28 de julio de 2017      | Buenos Aires       | Argentina            | Teatro Opera                         |                                     |  |
| 29 de julio de 2017      | Buenos Aires       | Argentina            | Teatro Opera                         |                                     |  |
| 30 de julio de 2017      | Buenos Aires       | Argentina            | Teatro Opera                         |                                     |  |
| 5 de agosto de 2017      | Buenos Aires       | Argentina            | Teatro Opera                         |                                     |  |
| 6 de agosto de 2017      | Buenos Aires       | Argentina            | Teatro Opera                         |                                     |  |
| 26 de agosto de 2017     | Iquique            | Chile                | Casa del Deportista                  |                                     |  |
| 27 de agosto de 2017     | Antofagasta        | Chile                | Estadio Sokol                        |                                     |  |
| 29 de agosto de 2017     | Copiapó            | Chile                | Teatro Municipal de Copiapó          |                                     |  |
| 31 de agosto de 2017     | Valparaíso         | Chile                | Teatro Municipal de Valparaíso       |                                     |  |
| 2 de septiembre de 2017  | Santiago           | Chile                | Movistar Arena                       |                                     |  |
| 4 de septiembre de 2017  | Talca              | Chile                | Teatro Regional del Maule            |                                     |  |
| 6 de septiembre de 2017  | Puerto Montt       | Chile                | Arena Puerto Montt                   |                                     |  |
| 7 de septiembre de 2017  | Temuco             | Chile                | Teatro Municipal de Temuco           |                                     |  |
| 10 de septiembre de 2017 | Concepción         | Chile                | Teatro Universidad de Concepción     |                                     |  |
| 15 de septiembre de 2017 | Alajuela           | Costa Rica           | Parque Viva                          |                                     |  |
| 17 de septiembre de 2017 | Ciudad de Panamá   | Panamá               | Centro de convenciones Amador        |                                     |  |
| 23 de septiembre de 2017 | Guayaquil          | Ecuador              | Coliseo Voltaire Paladines Polo      |                                     |  |
| 24 de septiembre de 2017 | Quito              | Ecuador              | Teatro Agora Casa de la Cultura      |                                     |  |
| 28 de septiembre de 2017 | Medellín           | Colombia             | Plaza de Toros La Macarena           |                                     |  |
| 29 de septiembre de 2017 | Bogotá             | Colombia             | Centro de eventos Autopista Norte    |                                     |  |
| 1 de octubre de 2017     | Pereira            | Colombia             | Expofuturo                           |                                     |  |
| 3 de octubre de 2017     | Barranquilla       | Colombia             | Coliseo de la Universidad del Norte  |                                     |  |
| 5 de octubre de 2017     | Bucaramanga        | Colombia             | Coliseo Colegio La Presentación      |                                     |  |
| 7 de octubre de 2017     | Santo Domingo      | República Dominicana | Palacio de los Deportes              |                                     |  |
| 21 de octubre de 2017    | Río Gallegos       | Argentina            | Boxing Club                          |                                     |  |
| 21 de octubre de 2017    | Comodoro Rivadavia | Argentina            | Club Huergo                          |                                     |  |
| 26 de octubre de 2017    | Trelew             | Argentina            | Gimnasio Racing Club                 |                                     |  |
| 28 de octubre de 2017    | Neuquén            | Argentina            | Estadio Ruca Che                     |                                     |  |
| 4 de noviembre de 2017   | Uruguay            | Montevideo           | Uruguay                              | Palacio peñarol                     |  |
| 8 de noviembre de 2017   | Uruguay            | Toluca               | México                               | Teatro Morelos                      |  |
| 9 de noviembre de 2017   | Uruguay            | Ciudad de México     | México                               | El Centro Cultural de México        |  |
| 10 de noviembre de 2017  | Uruguay            | Ciudad de México     | México                               | El Centro Cultural de México        |  |
| 11 de noviembre de 2017  | Uruguay            | Ciudad de México     | México                               | El Centro Cultural de México        |  |
| 12 de noviembre de 2017  | Uruguay            | Ciudad de México     | México                               | El Centro Cultural de México        |  |
| 16 de noviembre de 2017  | Uruguay            | Querétaro            | México                               | Auditorio Josefa Ortíz de Domínguez |  |
| 17 de noviembre de 2017  | Uruguay            | Puebla               | México                               | Auditorio de La Buap                |  |
| 18 de noviembre de 2017  | Uruguay            | Guadalajara          | México                               | Teatro Galerías                     |  |
| 19 de noviembre de 2017  | Monterrey          | Pabellón M           | México                               |                                     |  |
| 25 de noviembre de 2017  | Lima               | Perú                 | Parque de la Exposición              |                                     |  |